# Walchwil
Walchwil és un municipi del cantó de Zug (Suïssa). Limita al nord amb la ciutat de Zug, a l'est amb Unterägeri, al sud amb Arth (SZ), i a l'oest amb Küssnacht am Rigi (SZ) i Meierskappel.